# Equilibri puntuat

L'equilibri puntuat (part inferior) consisteix en l'estabilitat morfològica de les espècies i períodes infreqüents de canvi evolutiu

L'equilibri puntuat o saltacionisme és una teoria que proposa un nou model de l'especiació en el camp de la teoria de l'evolució per selecció natural. El terme equilibri puntuat aparegué el 1972 en l'assaig Punctuated Equilibria: An alternative to Phyletic Gradualism, escrit col·laborativament per Stephen Jay Gould i Niles Eldredge. La seva teoria es contraposa de manera radical a un dels punts claus del darwinisme: el gradualisme filètic. Els dos paleontòlegs integren i donen suport a la seva tesi amb contribucions teòriques i d'observació provinents de sistemàtics i paleontòlegs precedents.

## Principis de la teoria
Gould i Eldredge remarquen que el registre fòssil és incomplet i no és coherent amb una teoria evolutiva que prevegi una velocitat constant de l'evolució. La teoria de l'equilibri puntuat afirma que les espècies romanen estables durant períodes llargs (coneguts com a estasis) i evolucionen en moments determinats a conseqüència de modificacions en l'entorn.

### Punts principals
1. Les noves espècies apareixen tot seguit després d'una bifurcació de la línia evolutiva.
2. Les noves espècies es desenvolupen ràpidament.
3. A l'origen de la nova espècie hi ha una petita subpoblació de la forma ancestral.
4. La nova espècie s'origina en una part petitíssima de l'àmbit de distribució geogràfica de l'espècie ancestral, en una àrea aïllada a la perifèria d'aquest àmbit.